# Yōhei Koyama
Yōhei Koyama (jap. 小山 陽平, Koyama Yōhei; * 31. Mai 1998 in Kanazawa, Ishikawa) ist ein japanischer Skirennläufer. Er ist auf die technischen Disziplinen Slalom und Riesenslalom spezialisiert.

## Biografie

### Jugend und Far East Cup
Der gebürtig aus Kanazawa stammende und auf Hokkaidō wohnhafte Yōhei Koyama bestritt im Alter von 16 Jahren im Genting Skiresort sein erstes FIS-Rennen. Nur fünf Tage später gab er ebenfalls in China sein Debüt im Far East Cup, in dem er zunächst im Riesenslalom die besseren Resultate erzielte. Bei seinen ersten Juniorenweltmeisterschaften in Hafjell belegte er im Riesenslalom Rang 57, im Slalom schied er aus. In der folgenden Saison etablierte er sich in beiden Disziplinen in der erweiterten Far-East-Spitze und gewann bei den Olympischen Jugendspielen von Lillehammer hinter River Radamus die Silbermedaille im Riesenslalom. Bei den Juniorenweltmeisterschaften in Sotschi belegte er die Ränge 21 und 22 in Riesenslalom und Slalom. Im Januar 2018 gelang ihm als Slalomdritten sein erster Far-East-Podestplatz, bei seinen dritten Juniorenweltmeisterschaften in Davos blieb Riesenslalom-Rang 15 sein einziges Ergebnis. Im Februar 2019 konnte Koyama im südkoreanischen Bears Town Resort seinen ersten Slalomsieg im Far-East-Cup feiern. Gegen Ende der Saison nahm er an der Winter-Universiade in Krasnojarsk teil und verpasste die Medaillenränge in seinen beiden Paradedisziplinen als jeweils Vierter denkbar knapp. Ende Dezember 2019 kürte er sich erstmals zum japanischen Slalommeister, im März 2021 gelang ihm in Juschno-Sachalinsk sein zweiter Sieg im Far East Cup.

### Weltcup und Großereignisse
Yōhei Koyama gab am 18. Dezember 2016 auf der Gran Risa sein Weltcup-Debüt. Bei seinen ersten Weltmeisterschaften in St. Moritz startete er 2017 in beiden technischen Disziplinen und erreichte die Plätze 42 im Riesenslalom und 58 im Slalom. Knapp drei Jahre nach seinem Weltcup-Debüt qualifizierte er sich im Slalom von Val-d’Isère 2019 erstmals für einen zweiten Durchgang, konnte diesen aber nicht beenden. Im Rahmen der Weltmeisterschaften 2021 von Cortina d’Ampezzo belegte er mit der japanischen Mannschaft Rang 14, im Slalom schied er aus. Im darauf folgenden Dezember fuhr er im Weltcup-Nachtslalom von Madonna di Campiglio mit Startnummer 54 zunächst auf Rang 21 und verbesserte sich im Finallauf noch auf Rang acht. Auch beim folgenden Slalom auf dem Chuenisbärgli klassierte er sich mit Platz 26 in den Punkterängen.

## Erfolge

### Weltmeisterschaften
- St. Moritz 2017: 42. Riesenslalom, 58. Slalom
- Cortina d’Ampezzo 2021: 14. Mannschaftswettbewerb
- Saalbach-Hinterglemm 2025: 27. Slalom

### Weltcup
- 1 Platzierung unter den besten zehn

### Weltcupwertungen
| Saison  | Gesamt | Gesamt | Slalom | Slalom |
| Saison  | Platz  | Punkte | Platz  | Punkte |
| ------- | ------ | ------ | ------ | ------ |
| 2021/22 | 106.   | 37     | 39.    | 37     |
| 2022/23 | 152.   | 6      | 52.    | 6      |

### Juniorenweltmeisterschaften
- Hafjell 2015: 57. Riesenslalom
- Sotschi 2016: 21. Riesenslalom, 22. Slalom
- Davos 2018: 15. Riesenslalom
- Fassatal 2019: 17. Slalom, 33. Riesenslalom, 58. Super-G

### Olympische Jugend-Winterspiele
- Lillehammer 2016: 2. Riesenslalom, 8. Alpine Kombination, 9. Mannschaft, 17. Super-G, DNF Slalom

### Far East Cup
- Saison 2017/18: 6. Gesamtwertung, 7. Slalomwertung
- Saison 2018/19: 9. Gesamtwertung, 5. Slalomwertung
- Saison 2019/20: 7. Slalomwertung
- Saison 2020/21: 3. Gesamtwertung, 3. Slalomwertung
- 9 Podestplätze, davon 4 Siege:

| Datum            | Ort                | Land     | Disziplin |
| ---------------- | ------------------ | -------- | --------- |
| 13. Februar 2019 | Bears Town Resort  | Südkorea | Slalom    |
| 24. März 2021    | Juschno-Sachalinsk | Russland | Slalom    |
| 29. Februar 2024 | Sugadairako        | Japan    | Slalom    |
| 29. Februar 2024 | Sugadairako        | Japan    | Slalom    |

### Weitere Erfolge
- 1 japanischer Meistertitel (Slalom 2019)
- 4 Siege in FIS-Rennen